# Светско првенство у пливању 2013 — 800 метара слободно за жене
Такмичење у дисциплини 800 метара слободно за жене на Светском првенству у пливању 2013. одржано је у оквиру 15 ФИНА Светског првенства у воденим спортовима у Барселони 2 и 3. августа у вишенаменској Дворани Сант Ђорди.

## Земље учеснице
Учествовало је 39 пливачице из 33 земље.
- Аргентина 1
- Аустралија 1
- Барбадос 1
- Бразил 1
- Канада 2
- Чиле 1
- Кина 2
- Куба 1
- Данска 1
- ФИНА Независни такмичари (Еквадор) 1
- Француска 1
- Немачка 2
- Уједињено Краљевство 2
- Гватемала 1
- Мађарска 1
- Индонезија 1
- Италија 1
- Либан 1
- Лихтенштајн 1
- Малезија 1
- Мексико 1
- Мјанмар 1
- Нови Зеланд 1
- Северна Маријанска острва 1
- Перу 1
- Самоа 1
- Србија 1
- Словенија 1
- Јужноафричка Република 1
- Шпанија 2
- Тајланд 1
- Сједињене Америчке Државе 2
- Венецуела 1

## Рекорди пре почетка такмичења
(28. јула 2011)
| Светски рекорд             | 8:14,10 | Ребека Адлингтон | Уједињено Краљевство | Пекинг, Кина | 16. август 2008. |
| Рекорд светских првенстава | 8:15,92 | Лоте Фрис        | Данска               | Рим, Италија | 1. август 2009.  |

## Победнице
| Дисциплина |  |  |
|            |  |  |

## Квалификационе норме
| А норма | Б норма |
| ------- | ------- |
| 8:34,33 | 8:52,33 |

## Сатница
| Датум          | Време | Коло          |
| -------------- | ----- | ------------- |
| 2. август 2013 |       | Квалификације |
| 3. август 2013 |       | Финале        |

## Резултати

### Квалификације
| Пласман | Група | Стаза | Пливачица | Земља | Време | Белешка |
| ------- | ----- | ----- | --------- | ----- | ----- | ------- |
|         |       |       |           |       |       |         |

### Финале
| Пласман | Стаза | Пливачица | Земља | Време | Белешке |
| ------- | ----- | --------- | ----- | ----- | ------- |
|         |       |           |       |       |         |
|         |       |           |       |       |         |
|         |       |           |       |       |         |
|         |       |           |       |       |         |